# Syzeuctus flavimargo
Syzeuctus flavimargo är en stekelart som beskrevs av Meyer 1926. Syzeuctus flavimargo ingår i släktet Syzeuctus och familjen brokparasitsteklar. Inga underarter finns listade i Catalogue of Life.